# Exalphus colasi
Exalphus colasi är en skalbaggsart som först beskrevs av Lane 1965. Exalphus colasi ingår i släktet Exalphus och familjen långhorningar. Inga underarter finns listade i Catalogue of Life.